# 八甲河
八甲河，位于中华人民共和国广东省阳春市南部八甲镇境内，是乔连河右岸支流，发源于八甲镇南部八甲大山锅盖顶西南山谷，向北流经白水、高屋、河龙、八甲镇治等地，于大坡村以南汇入乔连河。河长19千米，流域面积100平方千米。上游的白水瀑布全长470米，落差248米，被称为“岭南第一瀑”。